# Drosophila taeniata
Drosophila taeniata este o specie de muște din genul Drosophila, familia Drosophilidae, descrisă de Hardy în anul 1965. Conform Catalogue of Life specia Drosophila taeniata nu are subspecii cunoscute.